# Veljkovo
Veljkovo (cyr. Вељково) – wieś w Serbii, w okręgu borskim, w gminie Negotin. W 2011 roku liczyła 121 mieszkańców.